# Comune di Slagelse
Il comune di Slagelse è un comune danese situato nella regione della Selandia con sede amministrativa nella cittadina omonima.
Il comune è stato riformato in seguito alla riforma amministrativa del 1º gennaio 2007 accorpando i precedenti comuni di Hashøj, Korsør e Skælskør.

## Centri abitati
I centri abitati principali del comune sono:
- Slagelse (35 044)
- Korsør (14 342)
- Skælskør (6 298)
- Forlev (2 580)
- Svenstrup (1 883)